# 东北方言 (日本)

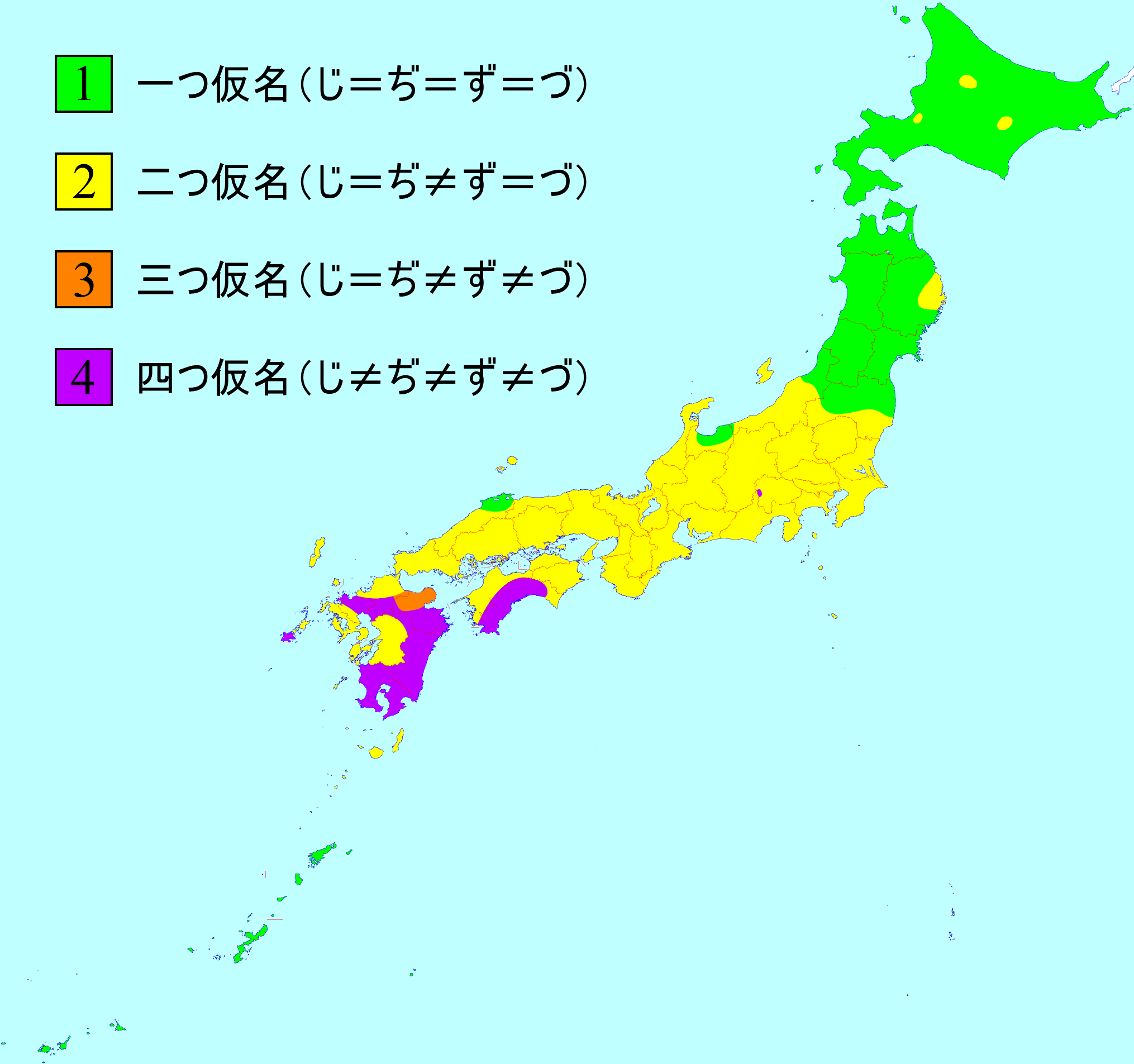
日语中的四个浊音じ(ji)、ぢ(ji)、づ(zu)、ず(zu)。绿色区域含括了绝大部分东北地区，在这些地区这四个浊音的发音几乎相同。

东北方言（日语： Tōhoku hōgen），是一组在日本本州岛东北地方使用的方言，常被认为是典型的乡村口音。本州岛越往北，当地方言便与标准日语差异越大，甚至需要在电视節目中加入方言字幕以便人们理解。东北方言可以通过地域被划分为北部方言（北奥羽方言）和南部方言（南奥羽方言）。

## 语音
在日本东北方言中，单母音（i）与（e）不分，所以如（ koi）和（ koe）没有任何发音区别。还有，（i）与（u）在东北方言地区北部被中和为[ɨ]音，而在南部被中和为[ɯ̈]音。此外，（chi）和（shi）、（shi）和（su）、（ji）和（zu）发音含混，所以在东北方言里，例如寿司（sushi）、烟灰（susu）、和狮子（shishi）这几个词几乎听不出任何差别。因此，东北方言有时候会被称为“ Zūzū-ben”。

## 语法
语法上，东北地方的人们会下意识地加上（be）或者（ppe）作为后缀；这些后缀来自（beki），是古典推量助動詞（beshi）的連體形。在2011年日本东北地方太平洋近海地震所引发的一系列灾害及核洩漏之后，经常能在重灾区看见“ Ganbappe!”（一起努力吧！）的标语。

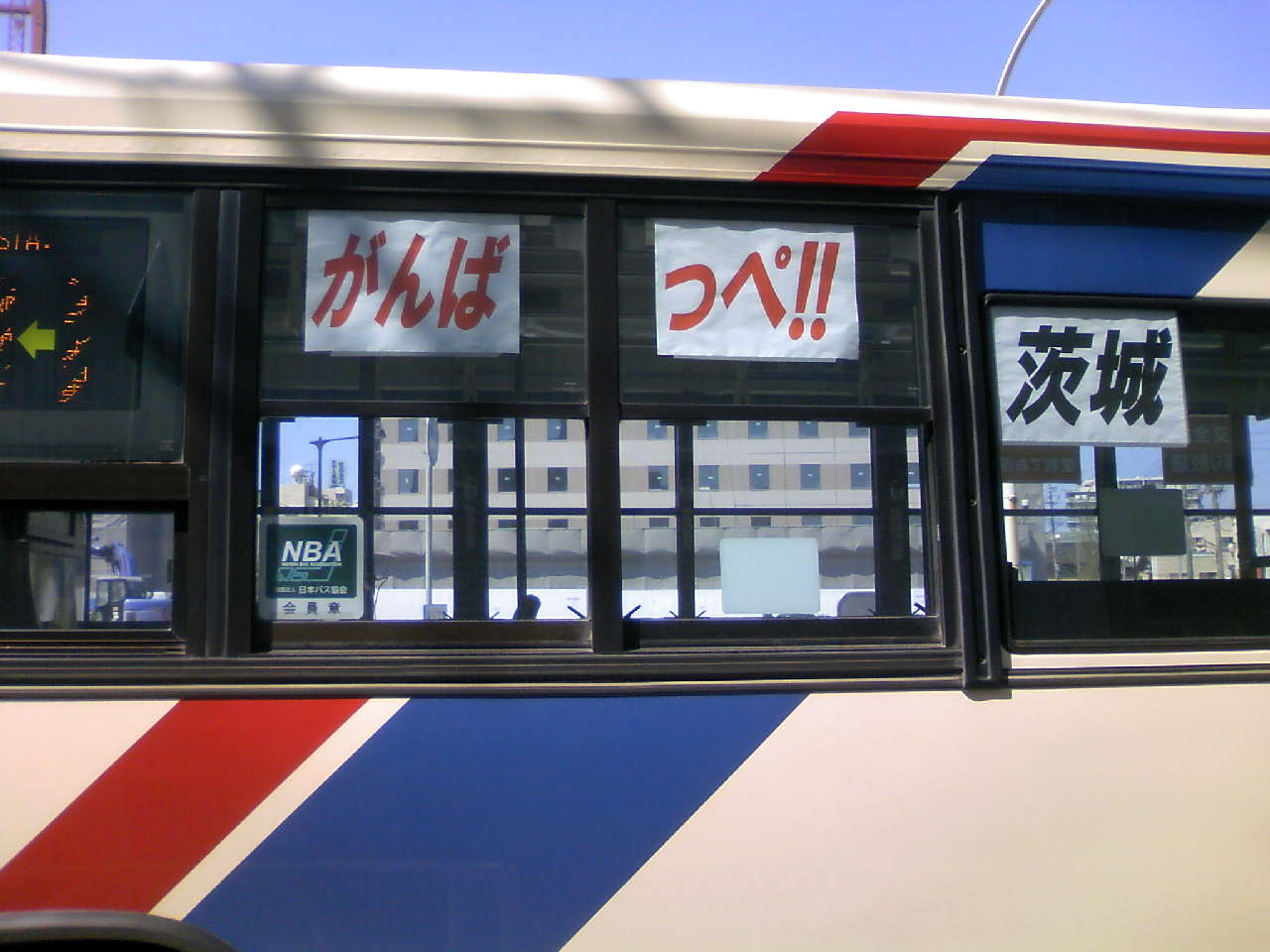
2011年日本近海地震过后，一辆公交车上贴着“がんばっぺ”的标识。

助词（sa）亦在东北地方被普遍使用。来自于（sama，指向性后缀）的变形，几乎等同于标准日语中的（ni）和（he）。室町时代流传的谚语（直译：京都地区用、九州地区用、关东地方用）亦说明了助词曾在关东地方被广泛使用。

## 次方言
东北地方方言可以通过地域被划分为北部方言和南部方言，两者不论是在语音语调或是词汇表现上都大相庭径。北部方言区包含山形县沿海地区、秋田县与青森县的全部以及岩手县北上市、釜石市以北的地区，从方言分布理论来看属关西方言系统。南部方言区则包含山形县新庄市、岩手县水泽市、大船渡市以南的地区以及宫城县与福岛县的全部，从方言分布理论来看属关东方言系统。
此外，关东方言和北海道沿海地区方言也有不少东北方言的特点。